# Tour della nazionale maschile di rugby a 15 delle Figi 1988
Vari sono stati i Tour della nazionale di Rugby a 15 delle Isole Figi nel periodo 1987-91.
Due i tour nel 1988

## In Nuova Zelanda
Il tour, molto breve si articola su due incontri, contro selezioni provinciali
| Christchurch 9 aprile 1988 | Canterbury | 13 – 3 | Figi XV |  |

| Wellington 16 aprile 1988 | Wellington | 42 – 21 | Figi XV | (Athletic Park) |

## A Tonga nel 1988
Due match in questo breve tour.  Va detto che nel mese di giugno, Fiji aveva partecipato al Triangolare del Sud Pacifico 1988, svoltosi ad Apia
| Nuku'alofa 29 giugno 1988 | Tonga President's XV | 11 – 13 | Figi XV |  |

| Nuku'alofa 2 luglio 1988 | Tonga      | 16 – 16 | Figi |  |
| \| \| \| \| \| mete: Ma'afu, K Tuivailala trasf.: Havili c.p.: Havili 2 Drop: \| Marcatori \| mete: Vatubua 2 trasf.: Waqanibau c.p.: Waqanibau Drop: Waqanibau \| \| 15 Liueli Fusimalohi 14 Takitoa Taumoepeau, 11 Foukimoana Ma'afu 13 'Asisi Pou'uhila, 12 Fatai Ika 10 Kite Tuivailala, 9 Manu Vunipola , 7 M. Havili, 6 S. Ve'ehala 5 Koloni Tuivailala, 4 Teutau Loto'ahea 3 V. Lutua, 2 'O. Blake, 1 F. Vunipola sostituti: Koliniata Feke, \| Formazioni \| 15 Severo Koroduadua Waqanibau 14 Tom Mitchell, 11 Waisale Vatubua 13 Savenaca Aria, 12 Noa Nadruku 10 John Edwards, 9 Pauliasi Tabulutu 8 I. Tawake, 7 L. Kididromo, 6 S. Vonalagi 5 Mesake Rasari, 4 Aisake Nadolo 3 S. Naituku, 2 S. Naivilawasa (c), 1. A. R. Kenatale \| |            | |      |  |
| |            | |      |  |
| mete: Ma'afu, K Tuivailala trasf.: Havili c.p.: Havili 2 Drop: | Marcatori  | mete: Vatubua 2 trasf.: Waqanibau c.p.: Waqanibau Drop: Waqanibau |      |  |
| 15 Liueli Fusimalohi 14 Takitoa Taumoepeau, 11 Foukimoana Ma'afu 13 'Asisi Pou'uhila, 12 Fatai Ika 10 Kite Tuivailala, 9 Manu Vunipola , 7 M. Havili, 6 S. Ve'ehala 5 Koloni Tuivailala, 4 Teutau Loto'ahea 3 V. Lutua, 2 'O. Blake, 1 F. Vunipola sostituti: Koliniata Feke, | Formazioni | 15 Severo Koroduadua Waqanibau 14 Tom Mitchell, 11 Waisale Vatubua 13 Savenaca Aria, 12 Noa Nadruku 10 John Edwards, 9 Pauliasi Tabulutu 8 I. Tawake, 7 L. Kididromo, 6 S. Vonalagi 5 Mesake Rasari, 4 Aisake Nadolo 3 S. Naituku, 2 S. Naivilawasa (c), 1. A. R. Kenatale |      |  |